# William Tuttle
William Jeremiah "Bill" Tuttle (Chicago, Illinois, 21 de febrer de 1882 – Los Angeles, Califòrnia, 22 de febrer de 1930) va ser un nedador i waterpolista estatunidenc que va competir a principis del segle xx.
El 1904 va prendre part en els Jocs Olímpics de Saint Louis, on va guanyar la medalla de plata en la prova dels 4x50 iardes relleus lliures, junt a David Hammond, Hugo Goetz i Raymond Thorne. En aquests mateixos Jocs guanyà una segona medalla de plata com a membre de l'equip Chicago Athletic Association en la competició de waterpolo.